# Lijst van burgemeesters van Valkenisse (Walcheren)
Dit is een lijst van burgemeesters van de voormalige Nederlandse gemeente Valkenisse (Walcheren) die op 1 juli 1966 ontstond bij de fusie van de gemeenten Biggekerke, Koudekerke en Zoutelande en per 1 januari 1997 is opgegaan in de gemeente Veere.
| Ambtsperiode | Naam burgemeester      | Partij of stroming | Bijzonderheden |
| ------------ | ---------------------- | ------------------ | -------------- |
| 1966         | Jan Lambertus Dregmans | ARP                | waarnemend     |
| 1966 - 1972  | Ron (H.) Koevoets      | ARP                |                |
| 1973 - 1985  | Simon (S.) Francke     | ARP / CDA          |                |
| 1985 - 1993  | Tin (W.J.) Plomp       | CDA                |                |
| 1993 - 1997  | Adrie (A.C.) de Bruijn | CDA                |                |